# Kotekitai
A Kotekitai, cujo nome significa pífanos e tambores, é uma banda musical feminina fundada pelo presidente da SGI, Dr. Daisaku Ikeda, em 22 de Julho de 1956, no Japão. Grupo horizontal da Soka Gakkai Internacional (SGI), ONG filiada à ONU e atualmente presente em 192 territórios do mundo, que realiza atividades voltadas para a paz, cultura e educação, a Kotekitai está presente em vários países, inclusive no Brasil, onde foi fundada em 18 de Agosto de 1963 e recebeu a denominação de Nova Era Kotekitai(NEK), que atualmente é denominada de Anjos da Paz Kotekitai do Brasil, tendo como objetivo a Criação de autênticos valores humanos e como missão Transmitir a paz e a esperança através da música.